# Karl Griewank
Karl Griewank   (Bützow, 16 d'agost de 1900 - Jena, 27 d'octubre de 1953) fou un historiador alemany.

## Biografia
Karl Griewank era fill del metge de Bützow, Otto Griewank. Va estudiar història, filologia alemanya, filosofia i economia a la Universitat Georg-August de Göttingen, la Universitat de Leipzig, la Universitat Humboldt de Berlín i a la Universität Rostock,. Es va doctorar el 1849. Durant els seus estudis va ser membre de l'associació d'estudiants Rostocker Wingolf.
Després va treballar inicialment com a tutor i també com a editor local del diari de Charlottenburg, vinculat al Deutsche Demokratische Partei. Des del 1926 va ser treballador a temps complet de la Notgemeinschaft der Deutschen Wissenschaft, posteriorment l'anomenada Deutsche Forschungsgemeinschaft (DFG). Més tard va assumir el paper de cap del departament d'Humanitats. Va fer estudis sobre l'època de les reformes prussianes (1807–1815), centrant-se en la reina Lluïsa de Mecklenburg-Strelitz, August Neidhardt von Gneisenau i Karl August von Hardenberg.
Durant el Zeit des Nationalsozialismus («era nacionalsocialista»), Griewank va aplicar les directrius polítiques per redissenyar el contingut del DFG, però no es va unir al Partit Nacional Socialista dels Treballadors Alemanys (NSDAP) ni a l'Associació Nacional de Professors Socialistes. No obstant això, participà en l'assalt de les SA del 15 d'octubre de 1933. El 1936 va ser acomiadat per una greu malaltia. El mateix any es va incorporar a l'orgaització Nationalsozialistische Volkswohlfahrt. Griewank havia estat en contacte amb la Bekennende Kirche, un moviment d'oposició de cristians protestants contra els intents d'ajustar l'ensenyament i l'organització de l'Església Evangèlica Alemanya al nacionalsocialisme, des del 1934, però també va treballar en el projecte nazi Aktion Ritterbusch. El 1942, va completar la seva habilitation amb la tesi Der Wiener Kongreß und die Neuordnung Europas. En fer-ho, va proporcionar una visió general que no només va tenir en compte l'Europa central, sinó també el nord i el sud d'Europa. Griewank va processar materials d'arxiu a París, Viena i Berlín. L’obra va aparèixer de nou en una versió revisada el 1954. El 1943, Griewank va esdevenir professor d'història a la Universitat Humboldt de Berlín.
Després del final de la Segona Guerra Mundial i de la reobertura de les universitats, Griewank va ser nomenat professor d'història moderna sense compromisos polítics. El 1947 va assumir el càrrec de redactor del Deutschen Literaturzeitung. El mateix any es va traslladar a la Universitat Friedrich Schiller de Jena, on també va assumir el paper de degà. Per abordar l'escassetat de llibres de text durant la postguerra, va escriure un breu relat de la Revolució Francesa del 1789 al 1799. L'aspecte central de la seva obra va ser la universalitat dels drets humans i la idea de democràcia formulada de manera diferent per mitjà de l'estudi de la Revolució Francesa i la Revolució alemanya de març de 1848. El seu assaig Ursachen und Folgen des Scheiterns der deutschen Revolution von 1848 («Causes i conseqüències del fracàs de la revolució alemanya de 1848»), a partir de discurs de la commemoració del centenari, va rebre molta atenció.
Griewank, degà d'una universitat de l'Alemanya de l'Est, es trobava en una relació tensa amb els canvis polítics que s'estaven produint a la zona d’ocupació soviètica i a la posterior República Democràtica d'Alemanya (RDA). El Partit Socialista Unificat d'Alemanya (SED) va intentar limitar la independència política de les universitats i aplicar les seves directrius ideològiques, que van afectar especialment el camp de treball de Griewank. Tot i l'oposició de la seva facultat, el professor de filosofia Hans Leisegang va ser destituït. El rector de la Universitat de Jena, Friedrich Hermann Hund, va ser obligat a dimitir i va ser substituït per Otto Schwarz.
Una menció feta per Griewank a l'historiador nacionalista Heinrich von Treitschke es va utilitzar per acusar Griewank de glorificar els nacionalsocialistes. Griewank va negar les acusacions i va donar al rector el seu manuscrit per a demostrar que només havia esmentat Treitschke com a part d'una visió general de la literatura antiga.
Griewank va acceptar el materialisme històric propagat pel SED com a principi heurístic, però va deixar clar que no era un mètode convincent. Els conflictes es van intensificar. El gener de 1951, el grup marxista va considerar que les diferents direccions de la ciència no estaven en igualtat de condicions, sinó que calia fer una distinció fonamental entre l'orientació progressista i la reaccionària. Griewank i els sectors burgesos i no marxistes del cos estudiantil, com ell, van rebutjar aquesta visió.
En la seva correspondència, Griewank expressava que, com a no marxista, no seria capaç de mantenir la seva posició a la RDA gaire temps. Tanmateix, Griewank no estava aïllat completament en la comunitat científica, gaudia de bona reputació i pertanyia a l'Acadèmia Alemanya de les Ciències. El 1952 va ser nomenat membre del Consell Científic Assessor d'Història. En una conferència d'historiadors a la RDA el juny de 1952, va pronunciar una conferència discutida però també reconeguda sobre el concepte modern de revolució. Amb tot, Griewank va tenir un paper de mediador entre Orient i Occident i els diferents enfocaments polítics. Griewank també va ser membre de l'Acadèmia de Bavaresa de les Ciències i secretari de la seva comissió històrica. Al mateix temps, se'l considerava un pont important entre els membres de l'Associació d'Historiadors d'Alemanya a l'Est i l'Oest. Malgrat una oferta laboral a Múnic, es va quedar a Jena perquè comprenia que tenia un compromís envers els seus estudiants i la RDA que en aquell moment s'adheria a l’objectiu de la «unitat alemanya». També va ser membre del consell científic del Museu d'Història d'Alemanya.
Poc temps després de tornar d'un congrés d'història de Bremen el 1953, Griewank es va suïcidar. Tot i la complexa situació política i professional, se suposa que el motiu estava relacionat amb la seva salut personal.

## Obra
- Friedrich Wilhelm Held und der vulgäre Liberalismus und Radikalismus in Leipzig und Berlin 1842 bis 1849. phil. Diss., Rostock 1922; Teildruck in: Forschungen zur brandenburgischen und preußischen Geschichte. Bd. 36 (1924), S. 14 ff.
- Der Wiener Kongreß und die Neuordnung Europas. Leipzig 1942.
- Deutsche Studenten und Universitäten in der Revolution von 1848. Weimar 1949.
- Ursachen und Folgen des Scheiterns der deutschen Revolution von 1848. In: Historische Zeitschrift, Bd. 170 (1950), S. 495–524.
- Dr. Wirth und die Krisen der Weimarer Republik. In: Wissenschaftliche Zeitschrift der Universität Jena, Jg. 1951/52, Heft 2, S. 1–10.
- Das Problem des christlichen Staatsmannes bei Bismarck. Wichern, Berlin 1953 (= Schriften der Evangelischen Forschungsakademie Ilsenburg, Heft 11).
- Der neuzeitliche Revolutionsbegriff. Entstehung und Entwicklung. Böhlau, Weimar 1955, 3. Auflage, Hamburg 1992, ISBN 3-434-50010-3.